# Беэрот-Ицхак
Беэрот-Ицхак (ивр. בארות יצחק‎) — кибуц, расположенный в центральной части Израиля, восточнее города Йехуд. Административно относится к региональному совету Хевель-Модиин.

## История
Кибуц был основан около Газы (в настоящее время там находится кибуц Алумим) в 1943 году группой иммигрантов из Чехословакии и Германии, которые были членами религиозной организации Брит Халуцим Датиим, и был назван в честь раввина Ицхака Нисанбойма. В 1947 году в кибуце проживало около 150 человек. В 1948 году во время войны за независимость кибуц сильно пострадал, он был заброшен и восстановлен только в 1949 году. В 1952 году кибуц переехал на его нынешнее месторасположение.

## Население
По данным Центрального статистического бюро Израиля, население на начало 2020 года составляло 414 человек.